# La fiamma
Cet article possède un paronyme, voir Fiamma.
La fiamma P 175 (la flamme) est un opéra en 3 actes d'Ottorino Respighi sur un livret de Claudio Guastalla, basé sur la pièce de Hans Wiers-Jenssen (en) de 1908 Anne Pedersdotter. L'intrigue est inspirée de l'histoire d'Anne Pedersdotter (en), une norvégienne qui fut accusée de sorcellerie et brûlée sur le bûcher en 1590. Cependant, Respighi et Guastalla ont situé l'intrigue de l'opéra au VIIe siècle à Ravenne. 
L'œuvre fut écrite entre le 31 octobre 1932 et le 3 février 1933. La partition parut chez Ricordi à Milan.
Le mélodrame met en scène l'amour illicite de Silvana, la fille d'une sorcière, pour son beau-fils Donello. Lorsque son mari Basilio meurt d'une crise cardiaque, Silvana est accusée d'avoir causé la mort par sa sorcellerie et est condamnée à mort. La fiamma connut un succès considérable lors de la création le 23 janvier 1934 au Teatro dell'Opera à Rome lors d'une représentation dirigée par Respighi lui-même. La mise en scène était d'Alessandro Sanine avec des décors de Nicola Benois.

## Intrigue
Lieu de l'action : Ravenne

Époque: VIIe siècle

### Acte 1
La jeune Silvana est la fille d'une sorcière et il se dit qu'elle a des pouvoirs magiques. Elle est malheureusement mariée à l'exarque Basilio, et le mariage est détesté par la mère de Basilio, Eudossia, qui rend la vie impossible à Silvana.

### Acte 2
Donello, fils du premier mariage de Basilio, revient de Byzance après un long voyage. Entre Donello et Silvana naît un amour irrésistible.

### Acte 3
Eudossia découvre l'amour entre Donello et Silvana. Basilio affronte Silvana et elle réagit avec véhémence, en défendant ses sentiments pour Donello et en accusant Basilio de lui voler sa jeunesse. Au cours de la violente querelle, Basilio meurt et Silvana est accusée de l'avoir assassiné et d'avoir utilisé la sorcellerie.
Le procès a lieu dans la Basilique de San Vitale. Silvana se défend d'être une sorcière et dit qu'elle n'agissait que par amour. Donello tente de prendre sur lui les charges et Silvana est sur le point d'être acquittée, mais Eudossia intervient et confirme les accusations. La colère d'Eudossia l'emporte et même Donello est persuadé que Silvana est une sorcière. Silvana n'a plus de forces pour se défendre et reste seule et abattue, tandis que l'évêque la maudit et le public fuit horrifié. 

## Rôles
| Rôles            | Voix          | Création, le 23 janvier 1934 (Chef d'orchestre: Respighi) |
| ---------------- | ------------- | --------------------------------------------------------- |
| Silvana          | soprano       | Giuseppina Cobelli                                        |
| Donello          | ténor         | Angelo Minghetti                                          |
| Basilio          | baryton       | Carlo Tagliabue                                           |
| Eudossia         | mezzo-soprano | Aurora Buades d'Alessio                                   |
| Monica           | soprano       | Laura Pasini                                              |
| Agata            | soprano       | Matilde Arbuffo                                           |
| Lucilla          | mezzo-soprano | Giuseppina Sani                                           |
| Sabina           | mezzo-soprano | Giorgina Tremari                                          |
| Zoe              | mezzo-soprano | Anna Maria Mariani                                        |
| Agnese di Cervia | mezzo-soprano | Angelica Cravcenco                                        |
| Exorciste        | basse         | Augusto Romani                                            |
| Un évêque        | basse         | Pierantonio Prodi                                         |
| Une mère         | soprano       | Anna Maria Martucci                                       |
| Un religieux     | ténor         | Adelio Zagonara                                           |
| Un ouvrier       | ténor         | Augusto Prot                                              |
| Chœur (s,a,t,b)  |               |                                                           |

## Instrumentation
| Instrumentation de La fiamma                                                                                |
| Cordes |
| premiers violons, seconds violons, altos, violoncelles, contrebasses, harpe                                 |
| Bois |
| 1 piccolo 2 flûtes, 2 hautbois, 1 cor anglais 2 clarinettes, 1 clarinette basse, 2 bassons, 1 contre-basson |
| Cuivres |
| 4 cors, 3 trompettes, 3 trombones ténor, 1 tuba                                                             |
| Percussions                                                                                                 |
| timbales, grosse caisse, tam-tam                                                                            |

## Discographie
| 1955: Francesco Molinari-Pradelli, Orchestre et Chœur de la RAI de Milan, G. O. P.                                                  | 1955: Francesco Molinari-Pradelli, Orchestre et Chœur de la RAI de Milan, G. O. P. |
| --- | ---------------------------------------------------------------------------------- |
| King/Silvana: Mara Coleva Donello: Giacinto Prandelli Basilio: Carlo Tagliabue                                                      | Eudossia: Lucia Danieli Agnese: Maria Teresa Mandalari                             |
| 1985: Lamberto Gardelli, Chœur de la Radio et Télévision Hongroise et Orchestre de la Philharmonie nationale hongroise, Hungaroton, |                                                                                    |
| King/Silvana: Ilona Tokody Donello: Péter Kelen Basilio: Sándor Sólyom-Nagy                                                         | Eudossia: Klára Takács Agnese: Tamara Takács                                       |
| 1997: Gianluigi Gelmetti, Teatro dell'Opera di Roma Orchestre et Chœur, CD Agorà (enregistrement live)                              |                                                                                    |
| King/Silvana: Nelly Miricioiu Donello: Gabriel Sadè Basilio: David Pittman-Jennings                                                 | Eudossia: Mariana Pentcheva Agnese: Cinzia de Mola                                 |